# レネ・ヴァイラー
レネ・ヴァイラー（ドイツ語: René Weiler、1973年9月13日- ）は、スイス・ヴィンタートゥール出身の元サッカー選手、サッカー指導者。現役時代のポジションはディフェンダー。元スイス代表。

## 経歴

### 選手として
FCヴィンタートゥール、FCアーラウ、セルヴェットFC、FCチューリッヒで選手時代を過ごし、FCチューリッヒ在籍時に、代表監督だったロルフ・フリンガーにA代表に召集される。1997年2月7日香港でのロシア代表戦が自身唯一の公式な代表戦出場となった。4日前に行われた中国との親善試合にも出場している。同年、靭帯断裂を伴う果部骨折をしてしまい長期離脱を余儀なくされる。FCヴィンタートゥールでもう一度プレーしたが、2001年に改めて足の手術をした後選手生活に幕を閉じる。

### 指導者として
2001年、指導者としての道を歩み始める。FCヴィンタートゥールでコーチになり、後にU-18の監督に就任する。FCザンクト・ガレンⅡ、グラスホッパー・クラブ・チューリッヒ U-16、FCシャフハウゼン、2011年からはFCアーラウの監督を歴任する。2013年にはFCアーラウをスイスで1部リーグに相当するスーパーリーグへ昇格させる。翌シーズンは、スーパーリーグでチームを9位に導く。
2014年11月、ヴァレリアン・イスマエルの後任としてブンデスリーガ2部に所属する1.FCニュルンベルクの監督に就任する。2014-15シーズンは9位で終えたが、翌シーズンはチームをリーグ3位まで押し上げ、アイントラハト・フランクフルトとの昇格戦では後わずかで昇格できるところまでチームを導いた。
2016-17シーズンからRSCアンデルレヒトの監督を務める。2017年5月18日、2位と大差をつけて早々にリーグ優勝を決める。
2018年6月21日、ジェラルド・セオアネの後任として3年契約でFCルツェルンの監督に就任する。
2019年8月、エジプトのカイロを本拠地にするアル・アハリの監督に就任。2019-20シーズンは9月末まで国内リーグ戦において1敗しかせず、早い段階で優勝を決める。アフリカチャンピオンズリーグではチームを準決勝まで導いた。
2021年12月10日、鹿島アントラーズの監督に就任が発表された。鹿島としては初の欧州出身の監督である。2022年8月7日、双方の合意のもと契約解除となった。
2023年3月20日、スーパーリーグのセルヴェットFCの監督に、2023-2024年シーズンから、2年契約で就任することが発表された。
2024-2025年シーズンからはスポーツマネジメント部門に異動し、スポーティング・ディレクターに就任した。

## 代表歴

### 試合数
- 国際Aマッチ 1試合（1997年）[7]

| スイス代表 | 国際Aマッチ | 国際Aマッチ |
| 年         | 出場        | 得点        |
| ---------- | ----------- | ----------- |
| 1997       | 1           | 0           |
| 通算       | 1           | 0           |

## タイトル

### 指導者時代
FCアーラウ
- チャレンジリーグ:1回（2012-13）

RSCアンデルレヒト
- ジュピラー・プロ・リーグ:1回（2016-17）
- スーパーカップ:1回（2017）

アル・アハリ
- エジプト・プレミアリーグ:1回（2019-20）
- スーパーカップ:1回（2018）

個人
- ベルギー最優秀監督賞:1回（2016-17）